# Версаче, Донателла
Донате́лла Франческа Верса́че (итал. Donatella Francesca Versace; род. 2 мая 1955 года, Реджо-ди-Калабрия, Калабрия, Италия) — итальянский модельер, главный дизайнер модного дома Versace с 1997 по 2025 год. С 2025 года – амбассадор модного дома Versace. В 2018 году продала Versace американскому дизайнеру Майклу Корсу, совладельцу дома Capri Holdings.

## Биография

### Ранние годы и семья
Донателла родилась в итальянском городке Реджо-ди-Калабрия, она была самой младшей из четырёх детей в семье. Её отец Антонио Версаче был продавцом, а мать, Франческа Оландезе  —  модной портнихой, держащей своё ателье и магазин. Старшая сестра Тина умерла в возрасте 12 лет от инфекции столбняка, которую лечили неправильно.
После окончания университета, в середине 1970-х, Донателла последовала за своим старшим братом Джованни (Джанни) изучать трикотаж во Флоренции. Впоследствии, он открыл модный дом Versace, а Донателла работала там как PR-директор, отвечая за фотосессии и рекламные кампании. В 1995 году Джанни начал выпускать духи, посвящённые Донателле Версаче  —  Blonde (рус. Блондинка).

#### Смерть Джанни Версаче
15 июля 1997 года, рядом с домом Версаче (также известным как Casa Casuarina, в Майами, Флорида), Джанни Версаче был застрелен Эндрю Кьюнененом. Полиция Майами нашла убийцу, но тому удалось избежать ареста. Кьюненен совершил самоубийство спустя несколько дней после смерти Джанни, окружённый полицией в плавучем доме.
После убийства большинство членов семьи, в том числе и Донателла, временно поселились на частном курорте на Карибах.
Все были обескуражены внезапной смертью Джанни Версаче. Стали появляться различные слухи и догадки относительно мотивов этого преступления. Некоторые считали, что к убийству причастны Донателла и Санто, чтобы полностью завладеть домом моды, а другие, что это дело рук мафии, которая отмывала деньги в его бутиках. Но ни одна из версий не подтвердилась. Известно лишь, что Донателла потратила немало средств, чтобы изъять всю информацию о покойном брате из материалов следствия и прекратить распространение книги-расследования о Джанни под авторством частного детектива Франка Монте, которая бросала тень на всю семью Версаче.
Официальные похороны Джанни Версаче были проведены в Миланском соборе. Более чем 2000 присутствующих на похоронах посетили традиционное католическое служение, которое также было показано миллионам зрителей во всём мире. Среди многих известных модельеров и других знаменитостей, попрощаться с Джанни пришли Джорджо Армани, Карл Лагерфельд, Диана принцесса Уэльская, Наоми Кэмпбелл, Мадонна, Кортни Лав, Лучано Паваротти, Кэролин Бессет-Кеннеди, а также сэр Элтон Джон и Стинг, которые исполняли Псалом 22.

### Личная жизнь
Донателла и её бывший муж Пол Бек имеют двоих детей: дочь Аллегра (30 июня 1986), и сын Дэниел Версаче (1989). Племянники от старшего брата Санто — Франческа и Антонио Версаче.
Донателла не имеет постоянного места жительства.

### Наследие модного дома
Донателла Версаче владеет 20 % акций компании Versace. Её брат Санто Версаче владеет 30 %. Дочь Донателлы Аллегра Версаче унаследовала 50 % акций компании после смерти Джанни Версаче. В его завещании было сказано, что Аллегра должна получить в наследство большую часть акций его компании.
Аллегра Версаче получила $700 млн от дяди на свой восемнадцатый день рождения. Аллегра также получила виллу Джанни на озере Комо, и большой таунхаус в Верхнем Ист-Сайде, одном из самых богатых районов Манхэттена. Сейчас она имеет все шансы на то, чтобы унаследовать компанию, поскольку её брат, Дэниел, унаследовал большое редкое собрание картин Джанни. В то время как компания Версаче не является финансово благополучной, как это было раньше, она ясно дала понять, что надеется, что Донателла и Аллегра Версаче найдут новое лицо для лейбла Versace.

## Карьера

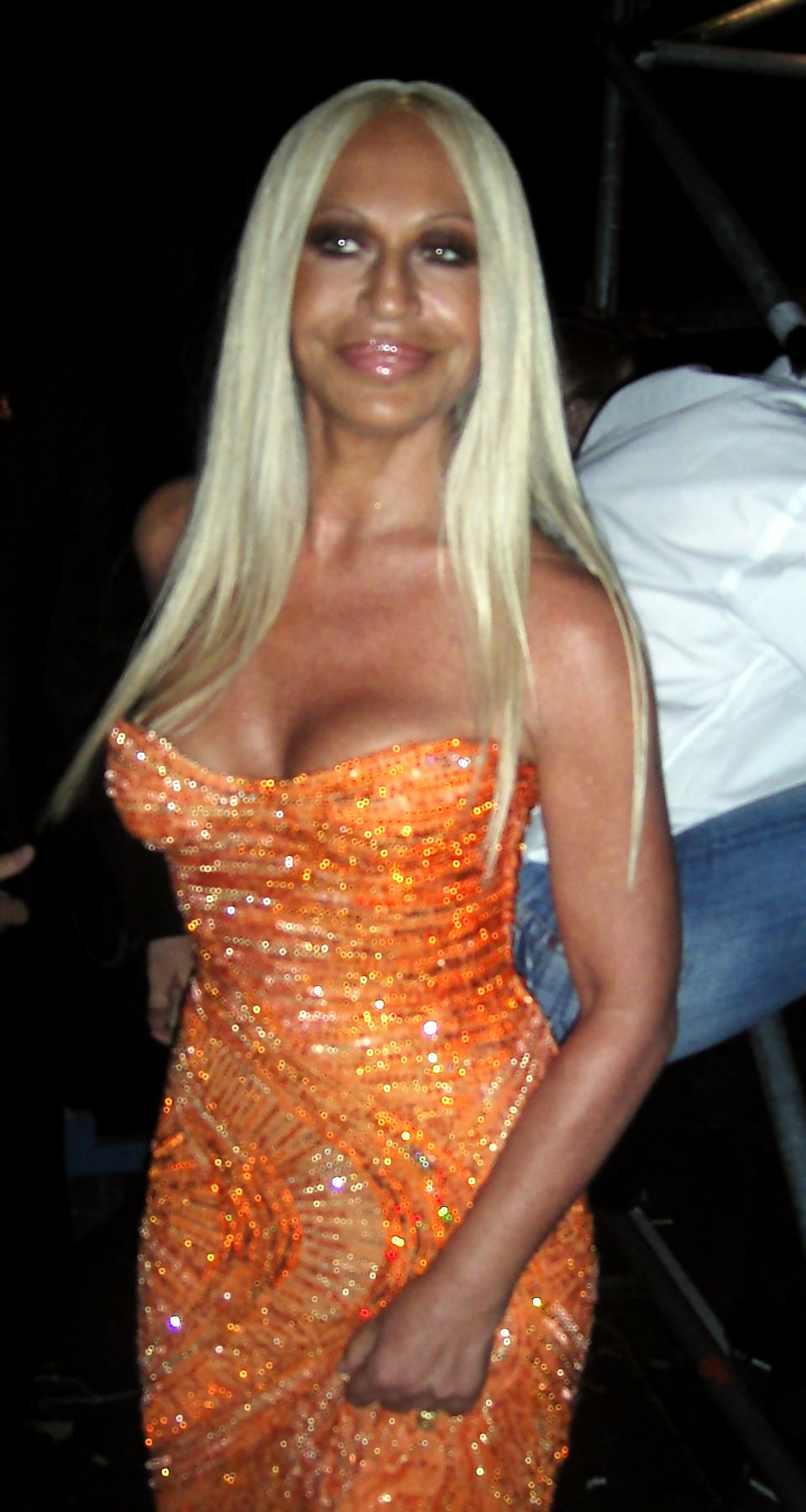
Донателла Версаче в 2005 году

Спустя всего три месяца после гибели брата Донателла выпустила свою первую коллекцию основной линии Versace, которую приняли достаточно сдержанно, что не смутило энергичную итальянку. Она продолжала упорно работать, успевая изготавливать все запущенные ранее коллекции и в то же время искать свой собственный стиль. В одном из интервью Донателла говорила: «О моих коллекциях плохо отзывались, но я всегда знала, что просто не смогу продолжать то, что делал Джанни. Чтобы оставаться на гребне волны, нужно искать что-то новое». Донателла сделала новые модели одежды более женственными, удобными и менее сексуально агрессивными, оставаясь при этом в рамках стиля, созданного когда-то Джанни — эротика и роскошь остались неизменными компонентами узнаваемого стиля Versace.

### Успех
Поскольку Донателла была специалистом по проведению рекламных кампаний и созданию внешнего вида, она восстановила пошатнувшееся положение Дома в мире моды за короткое время. Донателла была первой, кто стал использовать различных знаменитостей на подиумах, чтобы показать свою одежду миру, вместо того, чтобы использовать неизвестных моделей. Вторым стал Санто Версаче, брат Донателлы, который является известным модельером и владельцем «Finanziaria Versace», являющейся одной из ветвей дома Версаче. Вскоре оказалось, что у Донателлы гигантские связи с общественностью для лейбла Versace, и она распространяла их всюду по Европе и Соединённым Штатам. Чётко следуя рекламным традициям Джанни, она приглашала на шоу знаменитостей, без которых не обходился ни один показ мод. Среди них такие известные персоны, как сэр Элтон Джон, Элизабет Хёрли, Кэтрин Зета-Джонс и Кейт Мосс. Эти звёзды были постоянными гостями на шоу Versace, а на одном из показов даже побывал принц Чарльз. Доннатела приглашала своих хороших друзей Дженнифер Лопес, Мадонну, Кристину Агилера, Джонатан Рис-Майерс и Деми Мур в качестве лиц для рекламы. Её популярность выросла, когда она спроектировала известное Versace Green Dress (рус. Зелёное Платье Версаче), также известное как «Платье-джунгли», которое надела Дженнифер Лопес на церемонию Грэмми в 2000 году.
Переходя в другие области, компания создала роскошный курорт Палаццо Версаче в Австралии в Голд-Косте, Австралия и гостиницу Палаццо Версаче в Дубае в гостинице Бурдж аль-Араб, Дубай, ОАЭ. Интерьер гостиницы снабжен различными собраниями Версаче. Как творческий директор, Донателла, выполнила заключительные планы, и спроектировала стратегию и структуру гостиницы. В октябре 2002 года, наиболее хорошо разработанная одежда Джанни и Донателлы Версаче, были показаны на специальной выставке исторического музея Виктории и Альберта в Лондоне, чтобы удостоится чести для необычайной моды и успеха во всём мире.
В 1998 году годовой товарооборот компании составил 560 миллионов долларов. Сейчас под её руководством трудятся 40 стилистов, 17 линий одежды находятся в разработке, работает около 300 магазинов и 3000 торговых точек по всему миру.
В 2025 году Донателла Версаче покинула пост креативного директора и стала амбассадором модного дома, её место занял Дарио Витале.

## Награды
В 2010 году, за свою работу «Do Something Style Award» она получила «VH1 Do Something Awards». Донателла была номинирована за то, что дала возможность детям творить искусство: они создавали сумки из плетёного коврика, чей доход пошел в «Starlight Children’s Foundations». Показ вручения, проведённый «VH1», посвящён людям, которые стремятся вдохновлять более молодых людей.
- 1996: De Beers Diamonds International Award за дизайн золотых и алмазных тиар, произведенных Джанни Версаче.
- 2004: Награда Бэмби для моды.[6]
- 2005 год: Всемирная премия в области моды в качестве дизайнера года на Всемирной женской премии.[7]
- 2007: Удостоен наряду с Джанни Версаче Городом Беверли Хиллз и Комитетом Родео Драйв за их вклад в мир моды с Rodeo Drive Walk of Style Award.[8]
- 2008: FGI Superstar Award.
- 2008: Почетный председатель Грань Моды.[9]
- 2009: Почетный председатель Грань Моды второй год подряд.[10]
- 2010: Женщина года по Гламур.
- 2012 год: докладчик в Оксфордском союзе.[11]
- 2012, 2016: Дизайнер года по Glamour.
- 2017: Награда Значок Года от Британского Совета Моды.[12]
- 2018: Первая женщина, названная дизайнером года на GQ Men of the Year Awards в Великобритании и Китае.[13]
- 2018: Международная премия CFDA.[14]
- 2018: Премия иконки моды на GQ Awards Берлин.[15]

## В массовой культуре
Снималась во многих фильмах, касающихся моды и модной индустрии, например, «Образцовый самец», хит 2006 года «Дьявол носит Prada», в котором есть упоминания о Донателле. Упоминания и образы Донателлы есть во многих шоу:
- В сериале «Дурнушка», показанном на телеканале ABC, актриса Джина Гершон играла роль Фабии, которая является пародией на Донателлу.
- В 2013 году вышел телефильм «Дом Версаче» (House of Versace), где Джина Гершон исполняет роль уже самой Донателлы Версаче.
- Американская комедийная актриса Майя Рудольф регулярно пародировала Донателлу в популярном телевизионном музыкально-юмористическом шоу «Субботним вечером в прямом эфире», который показывали на телеканале NBC. В действительности Рудольф и Версаче — хорошие друзья.
- Донателлу Версаче играла актриса Даня Девилль в фильме «Убийство Версаче» 1998 г.
- Во втором сезоне сериала «Американская история преступлений» роль Донателлы исполняет Пенелопа Крус.

Американская певица Леди Гага, являющаяся подругой Донателлы, написала про неё песню Donatella, которая была впоследствии включена в альбом ARTPOP.

## Заметки
1. Согласно январскому интервью 2018 года Vogue с Versace, её имя правильно произносится /vəṙsɑːtʃeɪ/ vər-SAH-chay на английском языке, в отличие от популярного произношения /vər sɑːtʃi/ VSAH-SAH.[2]